# Eugenio Rojas
Eugenio Rojas Apaza (Warisata, Bolivia; 6 de septiembre de 1962 - La Paz; 30 de julio de 2020) fue un sociólogo, profesor y político boliviano. Se desempeñó como Ministro de Desarrollo Productivo y Economía Plural de Bolivia desde el 23 de enero de 2017 hasta el 23 de enero de 2019 durante el tercer gobierno del presidente Evo Morales Ayma. Fue uno de los principales altos miembros del partido del Movimiento al Socialismo (MAS-IPSP).
Durante su carrera política, Eugenio Rojas llegó a ser alcalde de achacachi desde el año 2005 hasta 2009, senador desde 2010 hasta 2015, presidente de la Cámara de Senadores de Bolivia durante el año 2014 así como también viceministro durante el año 2015. Rojas llegaría inclusive a ocupar el cargo de Presidente de Bolivia, aunque solo interinamente por unas cuantas horas.
Eugenio Rojas ocupó también altos puestos, como en el Nuevo Fondo de Desarrollo Indígena (FDI) (siendo director general ejecutivo), así como también Gerente de EMAPA. Eugenio Rojas falleció el 30 de julio de 2020, víctima del COVID-19.

## Biografía

### Primeros años
Eugenio Rojas nació el 6 de septiembre de 1962 en la pequeña comunidad de Carhuiza perteneciente al cantón de Warisata, cuyo cantón pertenece al Municipio de Achacachi del Departamento de La Paz. Fue hijo de campesinos agricultores. Desde muy niño, sus padres lo enviaron a vivir a la región de los Yungas junto a unos familiares. Vivió los primeros años de su infancia cerca de Chulumani y Coripata. En ahí comenzaría sus estudios escolares en 1968. Tiempo después, dichos familiares lo llevarían a vivir a la Provincia Pacajes.
Retornó a Warisata, ya siendo un adolescente. A partir de 1975 y con apenas 13 años de edad, Eugenio Rojas comenzaría a vender helados y salteñas en las calles de Achacachi así como también a veces en las calles de El Alto para poder subsistir económicamente. En 1978, su madre contrajo una enfermedad que la dejó completamente paralítica, muriendo ese año. Un par de meses después fallecia también su padre, aquejado por la pena, ese mismo año de 1978. Siendo apenas un jovenzuelo de 16 años, Eugenio Rojas ya se había quedado huérfano de padre y madre.
Eugenio Rojas salió bachiller el año 1980 en Warisata, continuó con sus estudios superiores ingresando a estudiar en la entonces Normal de Warisata (actual Escuela Superior de Formación de Maestros), graduándose como profesor de Matematicas. Durante su vida laboral, trabajó durante la década de 1980 como profesor en el Departamento del Beni así como también en la localidad paceña de Ulla Ulla.
Trabajó desde 1998 hasta 2001 en la Radio San Gabriel de la ciudad de El Alto, donde realizó también cuadernillos de alfabetización para las poblaciones campesinas en el área rural. Ingreso a la carrera de sociología de la Universidad Mayor de San Andrés (UMSA) graduándose también como sociólogo de profesión años después.

### Vida profesional
El año 2001 decide retornar a su población natal donde ingresó a trabajar como docente de la materia sociología en la Escuela Normal de Warisata (escuela de formación superior para profesores) hasta el año 2004. En ese tiempo se desempeñó también como dirigente de la Provincia Omasuyos en el año 2003 participando en diferentes levantamientos campesinos junto a Felipe Quispe "El Mallku".

## Carrera política

### Alcalde de Achacachi (2005-2009)
Eugenio Rojas ingresó a la política boliviana a sus 42 años de edad, cuando en 2004 participa en las elecciones municipales realizadas en diciembre de ese mismo año. Rojas postuló al cargo de alcalde del Municipio de Achacachi en representación del partido político Movimiento Indígena Pachakuti (MIP), el cual dicho partido era en ese entonces liderado a nivel nacional por el político indigenista Felipe Quispe "El Mallku". Cabe mencionar que Achacachi es el quinto municipio más poblado del Departamento de La Paz (después de El Alto, La Paz, Viacha y Caranavi) de entre los 87 municipios existentes en el departamento.  

### Los Ponchos Rojos y los Perros (2007)
En 2007, durante su gestión como alcalde, los Ponchos Rojos (organizaciones campesinas afines al Movimiento al Socialismo) ejecutaron a varios perros en forma pública como símbolo de lucha y escarmiento durante esos momentos hacia la Media Luna (movimiento separatista de Bolivia) de Santa Cruz de la Sierra, así como en amenaza a la población de Sucre. Años después, en el año 2014, Eugenio Rojas pediría disculpas en forma pública a la población boliviana por los sucesos acaecidos en 2007 (siete años antes) que no pudo controlar. 

"Nunca pensamos esa situación. A mí me dijeron que había un acto de protesta. Yo estuve en un palco para prestar un informe a las organizaciones en mi calidad de alcalde. Estuve como invitado y surgieron estos problemas. Yo tuve que salir en los medios. Mi error fue asumir y tratar de explicar en los medios."

"Los otros alcaldes me decían "alcalde mataperros”. Y yo me sentía mal. Hasta ahora me siento mal (...). Hemos hecho mal. Yo pido en nombre de mi pueblo disculpas, aunque yo no tengo nada que ver"
Eugenio Rojas Apaza, Presidente de la Cámara de Senadores de Bolivia de 2014 (La Paz, 18 de enero de 2014).

Eugenio Rojas fue alcalde de Achacachi desde enero de 2005 hasta su renuncia de septiembre de 2009, pues Rojas había sido invitado por el Presidente de Bolivia Evo Morales Ayma a candidatear al cargo de senador por el Departamento de La Paz en las Elecciones generales de Bolivia de 2009. Rojas dejó el mando de la alcaldía achacacheña en manos del entonces concejal Bernabé Paucara Bautista.

### Senador de Bolivia (2010-2015)
En 2010, Eugeno Rojas fue elegido Senador de Bolivia por el partido del Movimiento al Socialismo (M.A.S - I.P.S.P) representando al Departamento de La Paz en la Cámara de Senadores Asamblea Legislativa Plurinacional de Bolivia.
Durante su desempeño como senador, Eugenio Rojas asumió los siguientes cargos en la Cámara de Senadores: Secretario Comité de Seguridad del Estado y Lucha Contra el Narcotráfico, Presidente Comisión de Constitución, Control Constitucional y Legislación, Secretario del Comité de Justicia Plural y Consejo de la Magistratura.
El 12 de enero de 2012, el Movimiento al Socialismo (MAS) nombró a Eugenio Rojas como Jefe de la Bancada del MAS en la Cámara de Senadores. Ocupó el cargo hasta enero de 2013.

#### Presidente de la Cámara de Senadores (2014)
El 21 de enero de 2014, Eugenio Rojas asumió la presidencia de la Cámara de Senadores de Bolivia. Rojas fue posesionado por la presidenta saliente Gabriela Montaño Viaña. Egenio Rojas ocupó el cargo de presidente hasta el 21 de enero de 2015, en donde entregó la presidencia (llorando) a José Alberto (Gringo) Gonzales.
El 26 de agosto de 2014, Rojas se internó en una clínica de la ciudad de La Paz debido a un problema en la pierna.

#### Presidente interino Bolivia (2014)
Según el Artículo 169 de la Constitución Política del Estado Boliviano, señala que en caso de impedimento o ausencia del Presidente de Bolivia, este será reemplazado en el cargo por el Vicepresidente de Bolivia y a falta de este, será reemplazado por el presidente de la cámara de Senadores. 
El 26 de mayo de 2014, Eugenio Rojas asumió por primera vez la Presidencia de Bolivia debido al viaje que tenía que realizar el presidente Evo Morales Ayma a Argelia (África) y debido también a la ausencia del vicepresidente Álvaro García Linera quien en esos momentos se encontraba en Argentina de retorno a Bolivia. Cabe mencionar que Eugenio rojas solo duró 8 horas en el cargo de presidente.
El 13 de diciembre de 2014 Eugenio Rojas asumió por segunda vez la Presidencia de Bolivia pues cabe mencionar que en esos momentos el Presidente de Bolivia Evo Morales Ayma se encontraba en La Habana, Cuba y el Vicepresidente de Bolivia se encontraba en Caracas, Venezuela. Cabe mencionar que en su segunda vez Eugenio rojas duró 4 días en el cargo de presidente. En total, Eugenio Rojas estuvo como Presidente de Bolivia alrededor de 105 horas.

### Viceministro de Desarrollo Rural y Agropecuario (2015)
El 30 de enero de 2015, la ministra de Desarrollo Rural y Tierras de Bolivia Nemecia Achacollo posesionó a Eugenio Rojas como el nuevo viceministro de Desarrollo Rural y Agropecuario de Bolivia, dependiente de ddicho ministerio, en reemplazo de Víctor Hugo Carvajal. Ocupó el cargo de viceministro hasta el 1 de septiembre de 2015.

### Director Ejecutivo del Nuevo Fondo de Desarrollo Indígena (2015-2017)
El 1 de septiembre de 2015, Eugenio Rojas fue posesionado por el ministro de Desarrollo Rural Y Tierras de Bolivia César Cocarico, como el director ejecutivo del Fondo de Desarrollo Indígena (FDI).

### Ministro de Desarrollo Productivo (2017-2019)
El 23 de enero de 2017, el Presidente de Bolivia Evo Morales Ayma posesionó a Eugenio Rojas como ministro de  Desarrollo Productivo y Economía Plural de Bolivia, en reemplazo de Verónica Ramos. Estuvo en este cargo por un tiempo de 2 años hasta el 23 de enero de 2019, cuando fue reemplazado por la senadora chuquisaqueña Nélida Sifuentes. 

### Gerente de Emapa (2019)
El 4 de febrero de 2019, la entonces ministra Nélida Sifuentes posesionó a Eugenio Rojas como el nuevo gerente general de la Empresa de Apoyo a la Producción de Alimentos (Emapa). Ocupó el cargo hasta el 1 de agosto de 2019 siendo reemplazado por el exministro de Agua José Antonio Zamora.

### Fallecimiento
Eugenio Rojas falleció en la madrugada del 30 de julio de 2020, a sus 57 años de edad en La Paz, aquejado por el COVID-19 que había contraido, además de padecer de diabetes como enfermedad de base.
El expresidente Evo Morales Ayma, y los exministros de estado Luis Arce Catacora y Héctor Arce Zaconeta además del diputado de oposición Amilcar Barral expresaron sus condolencias por el lamentable fallecimiento de Eugenio Rojas, al igual que la Cámara de Senadores de Bolivia y la Cámara de Diputados de Bolivia que también expresaron su solidaridad, instalando una capilla ardiente, en reconocimiento y homenaje a Eugenio Rojas Apaza.
| Predecesor: Verónica Ramos Morales | Ministro de Desarrollo Productivo y Economía Plural de Bolivia 23 de enero de 2017 - 23 de enero de 2019 | Sucesor: Nélida Sifuentes Cueto |
| Predecesor: Gabriela Montaño Viaña | Presidente del Senado del Estado Plurinacional de Bolivia 23 de enero de 2014 - 23 de enero de 2015      | Sucesor: José Alberto Gonzales  |